# Vils (Dania)
Vils – miasto w Danii, w regionie Jutlandia Północna, w gminie Morsø, na wyspie Mors.